# Cray XK7
XK7 — суперкомпьютерная платформа, созданная компанией Cray и представленная на рынке 29 октября 2012 года. XK7 — вторая платформа компании Cray после Cray XK6, где для вычислений наряду с центральными процессорами используются графические процессоры. Такая гибридная архитектура требует особого подхода в программировании, отличного от традиционного подхода, где программируются только центральные процессоры. Лаборатории, приобретшие XK7, проводят семинары, где обучают исследователей этому новому подходу, чтобы они могли создавать приложения под XK7.
Платформа XK7 используется в суперкомпьютере Titan, втором по вычислительной мощности суперкомпьютере на ноябрь 2014 года по рейтингу Top500. В числе других покупателей платформы — Швейцарский Национальный суперкомпьютерный центр, где установлена машина из 272 узлов, и Национальный центр суперкомпьютерных приложений в США, чей суперкомпьютер Blue Waters представляет собой комбинацию узлов платформ Cray XE6 и Cray XK7 и имеет вычислительную мощность равную примерно 1 Петафлопс.

## Описание
XK7 масштабируется до 500 стоек. В каждой стойке размещается 24 блейда, на каждом из которых находится 4 вычислительных узла (на каждом узле — 1 центральный процессор и 1 графический).
 В качестве центральных процессоров используются 16-ядерные процессоры компании AMD серии Opteron 6200 Interlagos, а в качестве графических — карты компании Nvidia серии Tesla K20 Kepler. Каждый центральный процессор оснащается либо 16 либо 32 Гб ОЗУ с коррекцией ошибок, а графический процессор — 5 или 6 Гб ОЗУ в зависимости от используемой модели. Узлы суперкомпьютера связываются друг с другом через высокоскоростную сеть Gemini Interconnect. Каждый чип Gemini обслуживает 2 узла и имеет пропускную способность 160 ГБ/c. В зависимости от используемых компонентов одна стойка, полностью заполненная блейдами, может потреблять от 45 до 54,1 кВт электроэнергии, преобразуемых в тепло. Следовательно стойки охлаждаются с помощью либо воздушного, либо водяного охлаждения.
Суперкомпьютеры XK7 работают под управлением операционной среды Cray Linux Environment, в состав которой входит ОС SUSE Linux Enterprise Server. Программы для XK7 можно писать на различных языках, однако гибридная архитектура платформы требует особого подхода в программировании. Окриждская Национальная лаборатория и Швейцарский Национальный суперкомпьютерный центр проводят семинары, цель которых — обучить исследователей особенностям программирования под платформу XK7.

## Использование
Платформа была представлена на рынке 29 октября 2012 года одновременно с официальным запуском суперкомпьютера Titan в Окриджской национальной лаборатории. Titan состоит из 18688 узлов платформы XK7, в каждом из которых установлен центральный процессор Opteron 6274 с 32 Гб ОЗУ и графическая карта K20X с 6 Гб ОЗУ. Теоретическая производительность суперкомпьютера составляет 27,1 Петафлопс, но на тесте LINPACK, используемом для рейтинга TOP500, компьютер показал результат 17,59 Петафлопс, достаточный для того, чтобы занять первое место в списке за ноябрь 2012 года. Titan потребляет 8.2 МВт электроэнергии и занимает третье место по экономичности в списке Green500.
В Национальном Центре суперкомпьютерных приложений США установлен суперкомпьютер Blue Waters, который представяет собой комбинацию 22.752 узлов Cray XE6 и 3.072 узлов Cray XK7. На каждом узле XE6 установлены два процессора Opteron 6276 и 32 Гб ОЗУ. Узлы XK7 используют один процессор Opteron 6276 с 32 Гб и один графический процессор K20X с 6 Гб ОЗУ. На бенчмарках Blue Waters показал производительность 1 Пефтафлопс, при этом менеджеры проекта Blue Waters не верят в значимость теста LINPACK и соответственно не запускали этот бенчмарк на своём суперкомпьютере.
Швейцарский национальный суперкомпьютерный центр 22 октября 2012 года обновил свой суперкомпьютер Todi до платформы XK7. Todi состоит из 272 узлов с центральным процессором Opteron 6272 и 32 Гб ОЗУ и графической картой K20X с 6 Гб ОЗУ. Теоретическая вычислительная мощность Todi составляет 393 терафлопс, но в рейтинге TOP500 за ноябрь 2013 года он занимает 139 место с результатом 273.7 терафлопс. Todi потребляет 122 кВт электроэнергии и занимает 36 место в рейтинге Green500 за ноябрь 2013